# MT940
MT940 (Abkürzung für Message Type 940) ist ein internationaler Standard für den elektronischen Austausch von Banktransaktionsdaten. Er wurde von der Organisation SWIFT als Banking Communication Standard entwickelt und wird für die elektronische Übermittlung von Kontoauszug-Daten verwendet.
Bei verschiedenen Online-Banking-Programmen wird MT940 als Schnittstelle zu anderen Programmen verwendet (z. B. für die Buchhaltung), mit denen die Kontoauszug-Daten weiter verarbeitet werden. Die aktuell in der SWIFT-Gemeinschaft verwendeten MT-Formate (Message Types, MT), zu denen auch MT940 gehört, sollen langfristig durch die im UNIFI (ISO 20022)-Standard beschriebenen XML-Formate abgelöst werden, um eine globale Vereinheitlichung zu erreichen (siehe auch Camt-Format).

## Aufbau
| Feldnummer  | Feldbezeichnung            | Pflichtfeld | Zusatz                                                        | Inhalt | Sub-Felder                                                                                                  |
| ----------- | -------------------------- | ----------- | ------------------------------------------------------------- | --- | --- |
| :20:        | Transaktionsreferenz       | P           |                                                               | | |
| :21:        | Bezugsreferenz-Nummer      | O           |                                                               | | |
| :25:        | Kontonummer                | P           |                                                               | | |
| :28:, :28C: | Auszugsnummer              | P           |                                                               | | |
| :60x:       | Anfangssaldo               | P           | x="F" entspricht Anfangssaldo, x="M" entspricht Zwischensaldo | | 1=Soll-/Haben Kennung; 2=Datum; 3=Währung; 4=Betrag                                                         |
| :61:        | Transaktionsdetails        | O           |                                                               | Valuta (P), Buchungsdatum (O), Soll-Haben-Kennung (P), Währung (O), Betrag (P), Buchungsschlüssel (P), Referenz (P), Bankreferenz (O), Weitere Informationen (O) | 1=Wert-Datum; 2=Transaktionsdatum; 3=Soll-/Haben Kennung; 4=Betrag; 5=Transaktionstyp; 6=Transaktionsnummer |
| :86:        | Mehrzweckfeld/Beschreibung | O           |                                                               | | |
| :62x:       | Schlusssaldo               | P           | x="F" entspricht Schlusssaldo, x="M" entspricht Zwischensaldo | | |

(P=Pflicht, O=Optional)

### Erklärung am Beispiel Schlusssaldo
- Beispiel: ":62F:C170403EUR17,00"
- Feld : ":62F:" = Schlusssaldo "F" bei Schlusssaldo "M" bei Zwischensaldo
- Subfeld 1: "C" = Credit, "D" = Debit (Soll-Haben-Kennung)
- Subfeld 2: "170403" Buchungsdatum Aufbau: "JJMMTT"
- Subfeld 3: "EUR" Währung
- Subfeld 4: "17,00" Betrag

### Besonderheiten
- Zeilenumbrüche: wird der Inhalt des Feldes :86: länger als 65 Zeichen, so wird in die darauf folgende Zeile umbrochen. Die Beschreibung im Feld :86: darf insgesamt maximal 390 Zeichen in 6 Zeilen umfassen.